# German DX Foundation
Die German DX Foundation (GDXF) ist eine Stiftung, die weltweite Kurzwellen-Expeditionen zu selten kontaktierten Gebieten unterstützt.
Im Amateurfunkjargon ist eine DX-Verbindung ein Funkkontakt auf große Distanz und außerhalb des eigenen Kontinents. Auf DX-Expeditionen, oft kurz als „DXpedition“ bezeichnet, reisen Funkamateure mit ihren Sendeempfängern und Antennen in ein abgelegenes Gebiet, von dem aus sonst keine oder kaum Funkverbindungen getätigt werden.
Die GDXF ist kein Verein üblicher Prägung. Sie wurde am 4. Mai 1996 durch zwölf deutsche DXer in Lampertheim gegründet. Zurzeit (2021) hat die GDXF 659 Mitglieder. Die Stiftung hat das Amateur-Funkrufzeichen DF0GDX.
Beispielsweise im Jahr 2020 führte die GDXF DXpeditionen zu folgenden Orten durch:
- Rotuma-Inseln
- Kosovo
- Tatakoto-Atoll
- Kossa Dwuch Pilotow
- Réunion
- Wellington
- El Salvador
- Alejandro-Selkirk-Insel
- Cocos Island
- Südliche Orkneyinseln